# Elliot Benchetrit
Elliot Benchetrit (* 2. Oktober 1998 in Nizza, Frankreich) ist ein marokkanisch-französischer Tennisspieler. Seit 2021 tritt er für Marokko an, das Geburtsland seines Vaters.

## Karriere
Benchetrit begann mit vier Jahren Tennis zu spielen. Auf der ITF Junior Tour spielte er bereits erfolgreich Tennis. 2016 nahm er dort an allen Grand-Slam-Turnieren der Junioren teil. Sein bestes Ergebnis war dabei das Halbfinale im Doppel der Australian Open, das er zusammen mit Patrik Rikl erreichte. Als beste Position in der Junior-Weltrangliste steht ein 33. Rang vom Mai 2016 zu Buche.
2016 spielte Benchetrit auch seine erste Turniere bei den Profis, hauptsächlich auf der ITF Future Tour. In Jönköping kam er außerdem dank einer Wildcard zu seiner Premiere auf der höher dotierten ATP Challenger Tour. Hier unterlag er Andrea Arnaboldi in zwei Sätzen.
2017 erreichte er vier Finals bei Futures und kam schließlich zu seinen ersten beiden Future-Titeln. Darüber hinaus gewann er auch erstmals einige Matches auf der Challenger Tour, woraufhin er sich in der Weltrangliste stark verbesserte, und das Jahr auf Platz 407 abschließen konnte.
Anfang 2018 besiegte Benchetrit beim Challenger in Canberra auf dem Weg zum Viertelfinale mit Nicolás Kicker erstmals einen Top-100-Spieler. Ein weiterer Future-Titel sowie das Viertelfinale beim Challenger in Bordeaux ließen den Franzosen weitere 100 Plätze klettern. Von den Turnierverantwortlichen der French Open 2018 wurde Benchetrit schließlich eine Wildcard für die Einzelkonkurrenz der French Open vergeben. Bei seiner Grand-Slam-Premiere unterlag er seinem Landsmann Gaël Monfils nach gewonnenem ersten Satz mit 6:3, 1:6, 2:6, 1:6. Im weiteren Saisonverlauf schaffte er noch das Viertelfinale in Marburg zu erreichen, wodurch er im Juli mit Rang 284 seine Höchstposition in der Weltrangliste erreichen konnte. Im Doppel gewann er zudem in Lyon seinen ersten Challenger-Titel.
Zum 1. Januar 2021 wechselt er die Nation, für die er antritt, zu Marokko.

## Erfolge
| Legende (Anzahl der Siege)  |
| Grand Slam                  |
| ATP World Tour Finals       |
| ATP World Tour Masters 1000 |
| ATP World Tour 500          |
| ATP World Tour 250          |
| ATP Challenger Tour (1)     |

### Doppel

#### Turniersiege
| Nr. | Datum         | Turnier | Belag | Partner              | Finalgegner                     | Ergebnis         |
| --- | ------------- | ------- | ----- | -------------------- | ------------------------------- | ---------------- |
| 1.  | 17. Juni 2018 | Lyon    | Sand  | Geoffrey Blancaneaux | Hsieh Cheng-peng Luca Margaroli | 6:3, 4:6, [10:7] |

## Kontroversen
Am 19. Januar 2020 bat der zu dem Zeitpunkt 21-jährige Benchetrit in der letzten Qualifikationsrunde für die Australian Open 2020 ein Ballmädchen ihm eine Banane zu bringen. Nach der Übergabe der Banane forderte Benchetrit das Ballmädchen auf, die Banane für ihn zu schälen. Der Stuhlschiedsrichter John Blom intervenierte allerdings und ordnete Benchetrit an, die Banane selbst zu schälen. Nach Angaben von Benchetrit sagte dieser ihm, dass das Mädchen nicht seine Sklavin sei.